# The Slim Shady LP
The Slim Shady LP är den amerikanske rapparen Eminem andra studioalbum, släppt den 23 februari 1999. "My Name Is" var den första singeln från albumet. År 2003 hamnade albumet på plats 273 på Rolling Stones lista över de 500 bästa musikalbumen genom tiderna.

## Låtlista
| Nr  | Titel                                | Kompositör                     | Producent(er)         | Längd |
| --- | ------------------------------------ | ------------------------------ | --------------------- | ----- |
| 1.  | Public Service Announcement          |                                |                       | 0:33  |
| 2.  | My Name Is                           |                                | Dr. Dre               | 4:28  |
| 3.  | Guilty Conscience (feat. Dr. Dre)    | Mathers, Young                 | Dr. Dre, Eminem       | 3:19  |
| 4.  | Brain Damage                         | Mathers, Jeff Bass, Mark Bass  | Bass Brothers, Eminem | 3:46  |
| 5.  | Paul ((feat. Paul Rosenberg)         |                                |                       | 0:15  |
| 6.  | If I Had                             | Mathers, J. Bass, M. Bass      | Bass Brothers, Eminem | 4:05  |
| 7.  | 97' Bonnie & Clyde                   | Mathers, J. Bass, M. Bass      | Bass Brothers, Eminem | 5:16  |
| 8.  | Bitch (skit)                         |                                |                       | 0:19  |
| 9.  | Role Model                           | Mathers, Young, Melvin Breeden | Dr. Dre, Mel-Man      | 3:25  |
| 10. | Lounge (skit)                        |                                |                       | 0:46  |
| 11. | My Fault                             | Mathers, J. Bass, M. Bass      | Bass Brothers, Eminem | 4:01  |
| 12. | Ken Kaniff (skit)                    |                                |                       | 1:16  |
| 13. | Cum On Everybody (feat. Dina Rae)    | Mathers, J. Bass, M. Bass      | Bass Brothers, Eminem | 3:39  |
| 14. | Rock Bottom                          | Mathers, J. Bass, M. Bass      | Bass Brothers         | 3:34  |
| 15. | Just Don't Give a Fuck               | Mathers, J. Bass, M. Bass      | Bass Brothers, Eminem | 4:02  |
| 16. | Soap (skit)                          |                                |                       | 0:34  |
| 17. | As the World Turns                   | Mathers, J. Bass, M. Bass      | Bass Brothers, Eminem | 4:25  |
| 18. | I'm Shady                            | Mathers, J. Bass, M. Bass      | Bass Brothers, Eminem | 3:31  |
| 19. | Bad Meets Evil (feat. Royce da 5'9") | Mathers, J. Bass, M. Bass      | Bass Brothers, Eminem | 4:13  |
| 20. | Still Don't Give a Fuck              | Mathers, J. Bass, M. Bass      | Bass Brothers, Eminem | 4:12  |

| 21. | Hazardous Youth (Acapella version) |                  | 0:47 |
| 22. | Get You Mad (feat. King Tech)      | Sway & King Tech | 5:16 |
| 23. | Greg (Acapella version)            |                  | 0:54 |

Noteringar
- I den censurerade versionen av albumet har fyra låtar, "Bitch", "Cum on Everybody", "Just Don't Give a Fuck" och "Still Don't Give a Fuck", istället följande namn: "Zoe", "Come on Everybody", "Just Don't Give" och "Still Don't Give".